# Tungevar
Tungevar (Arnoglossus laterna) är en bottenfisk i ordningen plattfiskar som finns i östra Atlanten. Andra namn är rödfläckig tungevar och tungevarv.

## Utseende
Tungevaren är en oval plattfisk med vänstersidan som ögonsida. Denna är gulbrun med ett variabelt fläckmönster. Mönster och färg förändras med underlaget: fisken skiftar alltså färg beroende på underlaget den ligger på. Blindsidan är vanligen mer eller mindre färglös (blåvit) men kan ibland även den vara pigmenterad. Hela fisken gör vanligtvis ett halvgenomskinligt intryck. Sidolinjen går i en båge runt bröstfenorna. Arten har två bakåtriktade taggar vid bukfenornas bas. Största längd är 25 cm, men arten är vanligtvis endast omkring 12 cm lång.

## Vanor
Likt de allra flesta plattfiskar är tungevaren en bottenfisk, som lever på mjukbotten (sand eller lera) ner till 200 meters djup (vanligtvis dock inte djupare än 100 meter. Den lever av mindre bottendjur (som kräftdjur) och småfisk (framför allt smörbultar). Arten leker under sommaren; äggen och ynglen (upp till en ålder av 1 – 2 månader) är pelagiska. Högsta konstaterade ålder är 8 år.

## Utbredning
Utbredningsområdet omfattar östra Atlanten från södra Norge, Skagerack, Kattegatt, sydvästra Öresund via Medelhavet och Svarta havet till Västafrika (Angola).

## Kommersiell betydelse
Ingen. Något fiske bedrivs inte. Tidigare har den utnyttjats som bifångst vid trålfiske.